# Scheibelsgrub
Scheibelsgrub ist ein Gemeindeteil des Marktes Mitterfels im niederbayerischen Landkreis Straubing-Bogen.
Durch das Dorf verläuft die Kreisstraße SR 6. Am nördlichen Ortsrand verläuft die Staatsstraße 2140.

## Geschichte

### Hofmark und Patrimonialgericht
Die Hofmark Scheibelsgrub umfasste im Jahr 1805 Aigen mit zwei Häusern, drei der fünf Häuser von Buchberg, der vordere, Dunk mit zwei Häusern, Höfling mit zwei Häusern, Scheibelsgrub mit 22 Häusern, Schottbühl mit einem Haus, zwei der fünf Häuser von Utendorf und drei der sieben Häuser von Weingarten. Einige Besitzer der Hofmark:  Anna Nothaftin von Wernberg, geborene von Seibpoltstorf (≈1611), Nikolaus Rosenkranz (1644), dessen Witwe (1661), Franz Rosenkranz (1662), Johann Franz Rosenkranz (1693), dessen Erben (1717), Johann Georg Freiherr von Werndle (1721), dessen Witwe Maria Elisabetha Freifrau von Werndle (1760, Verkauf 1770), Simon Thaddäus von Joner (1785), Franz Xaver Benno Peter de Alcantara, Reichsgraf von Joner auf Tettenweis  (1787), Johann Nepomuk Graf von Joner.
1820 wird auf Scheibelsgrub ein Patrimonialgericht II. Klasse mit Sitz in Steinburg gebildet. Am 6. Juni 1835 geht die Patrimonialgerichtsbarkeit an das Landgericht Mitterfels über.

### Gemeinde Scheibelsgrub
Als ehemalige Gemeinde Scheibelsgrub im Bezirksamt Bogen bestand sie aus den Ortsteilen Scheibelsgrub, Hochfeld und Schoppühl und wurde 1876 aufgelöst und an die Gemeinde Mitterfels angeschlossen.

### Einwohnerentwicklung
| Jahr               | 1831 | 1838 | 1840 | 1852 | 1855 | 1860 | 1861 | 1867 | 1871 | 1875 | 1885 | 1900 | 1913 | 1925 | 1950 | 1961 | 1970 | 1987 |
| Einwohner Gemeinde |      | 129  | 147  | 161  | 147  | 143  | 145  | 156  | 157  | 151  |      |      |      |      |      |      |      |      |
| Einwohner Dorf     | 126  | 116  | 120  |      |      | 127  | 127  |      | 147  | 146  | 171  | 136  | 158  | 149  | 121  | 122  | 116  | 97   |
| Wohngebäude Dorf   | 22   | 21   | 22   |      |      | 23   |      |      |      | 28   | 29   | 29   | 33   | 30   | 34   |      | 30   |      |

## Baudenkmäler
Siehe: Liste der Baudenkmäler in Scheibelsgrub

## Persönlichkeiten
- Johann Wartner (1883–1963), im Ort geborener und gestorbener Politiker